# Фолкнер-стрит
Фолкнер-стрит (англ. Falkner Street) — улица, в основном расположенная в Каннинге, с коротким участком в Эдж-Хилле, Ливерпуль, Англия. Улица была построена в первой половине 19 века и названа в честь Эдварда Фолкнера, который ранее заказал строительство Фолкнер-Сквер. Построенная в то время, когда в Ливерпуле было менее 100 000 домов, дома на Фолкнер-стрит продавались примерно за £1,000 и были доступны лишь самым богатым 1 % населения.

## Топография

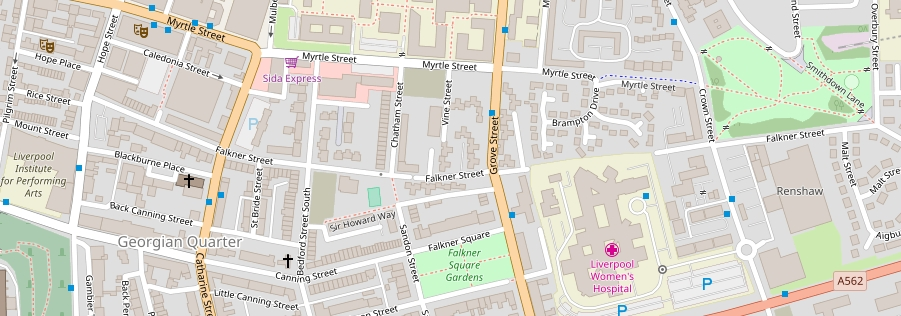
Карта Фолкнер-стрит

Фолкнер-стрит проходит от Хоуп-стрит на западе до Гров-стрит на востоке. Только короткие участки остаются между этой точкой и Краун-стрит, после чего её курс возобновляется до пересечения Смитдаун-лейн и Овербери-стрит. На протяжении этого последнего отрезка она образует южную границу Парка Краун-стрит, места расположения первой железнодорожной станции Ливерпуля.

## Реконструкция

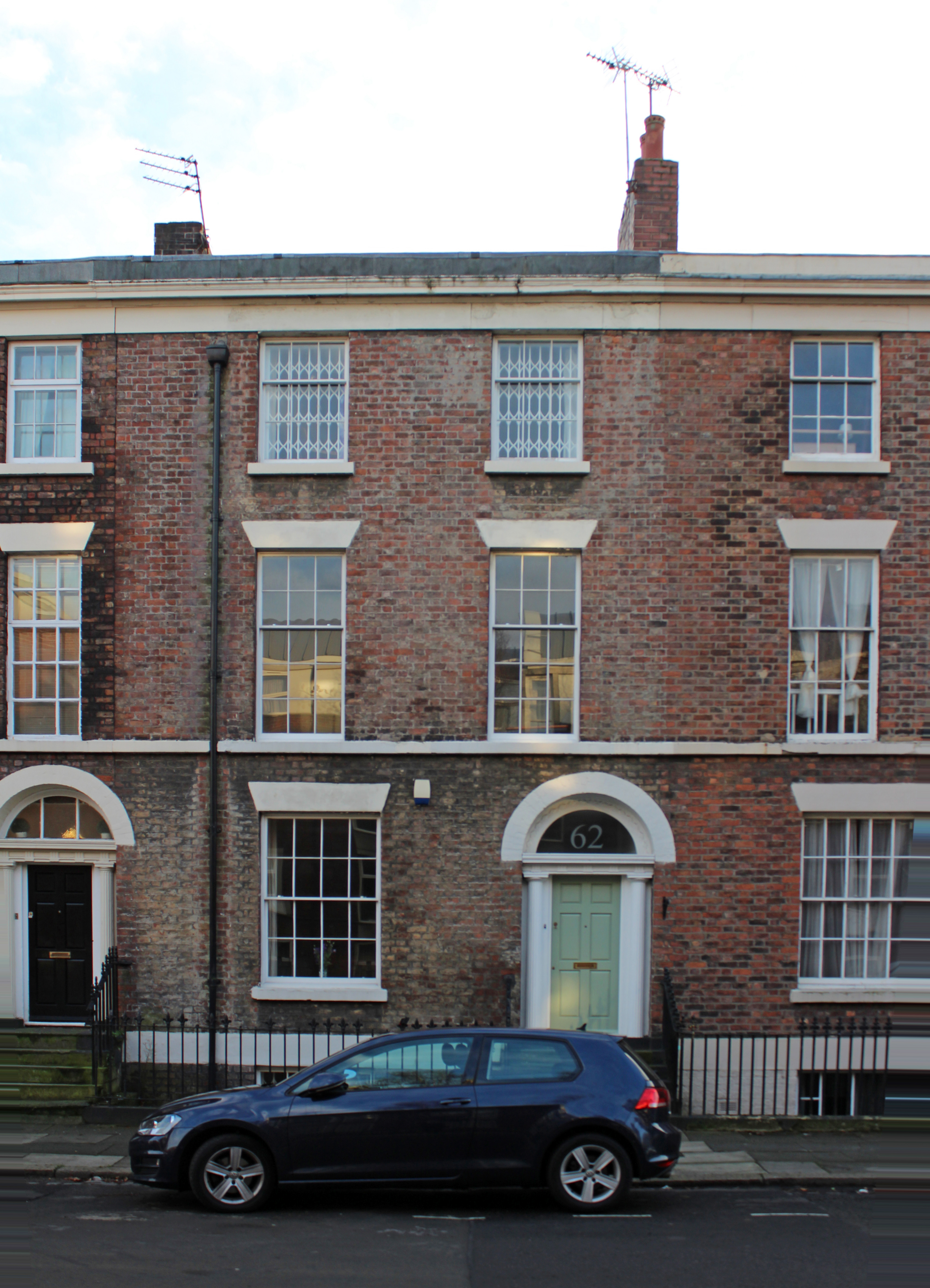
62 Фолкнер-стрит, 2018

Район вокруг Фолкнер-стрит значительно перестраивался в 1960-х и 1970-х годах. Ливерпульская Эхо сообщала в 1960 году, что некоторые из самых худших жилых блоков находились в районе Фолкнер-стрит. В 1969 году было объявлено о планах новой застройки района, целью которой было строительство нового жилья с «включением в план многих существующих зданий», чтобы новые постройки «сочетались» с существующими. Проект, разработанный архитекторами из Kingham Knight Associates, намеревался обеспечить 1,640 домов в районе Фолкнер-стрит, включая 400 в самом этапе Фолкнер-стрит. После нескольких лет сноса и реконструкции акцент в середине 1970-х годов «резко сместился от сноса к улучшению», и многие дома на Фолкнер-стрит были признаны «архитектурно значимыми» и отреставрированы вместо сноса.
Помимо нового жилья, планы реконструкции также включали рекреационные объекты, и в 1976 году был создан новый общественный парк на месте бывшего железнодорожного двора Краун-стрит на земле в Фолкнер-стрит. Однако детская площадка, которая была организована на Фолкнер-стрит с £8,000 от средств городского финансирования, к 1980-м годам была в состоянии вандализма и заброшенности, затем её использовали как свалку.

## Известные жители
Среди известных жителей можно отметить Брайан Эпстайн, менеджера поп-группы Битлз, который владел квартирой на первом этаже по адресу № 36 и разрешил Джону Леннону и его тогдашней жене Синтии Леннон использовать её в первые месяцы их брака и во время её беременности в 1962 и 1963 годах.
Дом на 62 фолкнер-стрит являлся предметом четырехсерийного документального фильма 2018 года на BBC Дом сквозь время. Он образует пару домов с № 60, которые были построены в 1820-х годах согласно источнику «Историческая Англия», или в 1840 году согласно исследованию для BBC.